# مظفر رکن‌‌الدین بیبرس منصوری
ملک مظفر رکن‌الدین بیبرس منصوری (به عربی: السلطان الملک المظفر أبو الفتح رکن الدین بیبرس بن عبدالله الجاشنکیر المنصوری) (درگذشت: ۱۳۱۰ در قاهره) دوازدهمین سلطان فرمانروایی ممالیک مصر بین سال‌های ۱۳۰۹–۱۳۱۰ میلادی بود. وی از نژاد چرکس بود.